# Patrick Duffy (acteur)
Pour les articles homonymes, voir Duffy et Patrick Duffy.
Patrick Duffy, né le 17 mars 1949 à Townsend, dans le Montana, est un acteur, réalisateur et scénariste américain.
Parmi les rôles les plus marquants qu'il a interprétés, on peut citer celui de Mark Harris dans la série L'Homme de l'Atlantide de 1977 à 1978, mais c'est surtout son rôle de Bobby Ewing dans le feuilleton télévisé Dallas de 1978 à 1991 qui fait de lui une star planétaire.
De 1991 à 1998 il interprète le rôle de Frank Lambert dans la série Notre belle famille. Il enchaîne de 2006 à 2011 et de 2022 à 2023 dans la série Amour, Gloire et Beauté puis reprend de 2012 à 2014 son rôle fétiche de Bobby Ewing dans la nouvelle version de Dallas intitulée Dallas, nouvelle génération.

## Biographie

### Enfance et formation
Patrick Duffy est le deuxième des deux enfants de Terrence et Marie Duffy. Il est né dans le Montana où ses parents possèdent des auberges, mais il est élevé à Seattle dès l'âge de 12 ans. Il voulait devenir athlète, mais devint plongeur sous-marin à l'adolescence.

### Carrière d'acteur

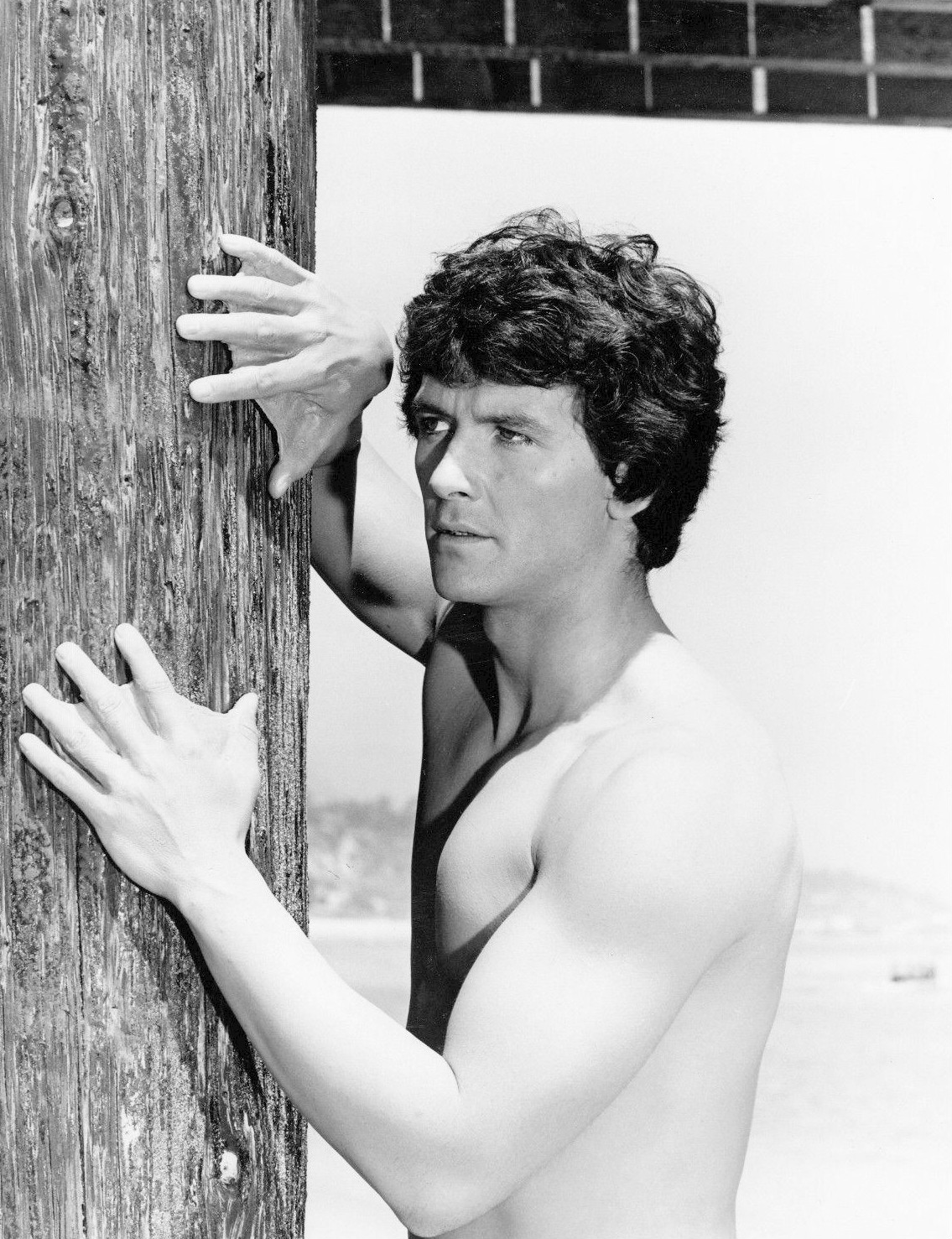
Patrick Duffy dans la série l'Homme de l'Atlantide (1977).

Son engagement dans les cours de théâtre du collège le conduit à suivre le programme de formation des acteurs professionnels à l'Université de Washington à Seattle. Il fut l'une des 12 personnes acceptées parmi 1 200 postulants. Il  créa le poste d'acteur-à-résidence où il travailla comme interprète pour des compagnies de ballets, opéras et orchestres dans l'État de Washington. Il enseigna également le mime et expression corporelle. C'est à cette période qu'il rencontra sa femme, Carlyn, une danseuse de ballet de la First Chamber Dance Compagnie of New York.
En 1976, Patrick travaillait comme peintre en bâtiment quand il obtint le rôle de l'homme-poisson Mark Harris dans la série télévisée L'Homme de l'Atlantide (The Man From Atlantis). Deux ans plus tard, il décroche le rôle de Bobby Ewing dans la série Dallas.
Avec la série Dallas, il devint du jour au lendemain une star mondiale, confondu souvent à tort comme une star de cinéma, alors qu'il travaillait surtout pour la télévision.
Il s'essaie à la chanson en 1983 en enregistrant deux duos avec Mireille Mathieu, Together We're Strong et Something going on?. Le 45 tours rencontra un beau succès en France et en Europe.
Après la fin de la série Dallas, il figure dans divers téléfilms, puis dans le rôle de Frank Lambert dans sa troisième série télévisée Notre belle famille (Step By Step).
Depuis que la série Notre belle famille est arrêtée en 1998, il a poursuivi sa carrière télévisuelle, incluant les deux films-retrouvailles de Dallas (1 et 2).
Entre le 13 juin 2012 et le 22 septembre 2014, il a fait partie de la distribution principale de Dallas 2.0 pour la chaine câblée TNT. Il y a repris son rôle de Bobby Ewing. Ann Ewing, sa nouvelle femme, est interprétée par Brenda Strong (Desperate Housewives) et son fils Christopher par Jesse Metcalfe (Desperate Housewives).

### Vie privée
Patrick Duffy est initié au bouddhisme (qu'il continue de pratiquer depuis 30 ans) par la danseuse et ballerine professionnelle Carlyn Rosser. Le couple se marie dans un temple bouddhiste en 1974. En juin 2017, l'acteur confirme que son épouse est morte le 23 janvier 2017.
En 1986, ses parents sont assassinés par deux adolescents qui dévalisèrent leur auberge dans le Montana.
Il est père de deux garçons, Padraic né en 1975 et Connor né en 1980, tous deux comédiens. Il est l'oncle du joueur de baseball Barry Zito.
En juillet 2020, Patrick Duffy commence une relation avec l'actrice Linda Purl connue pour avoir joué dans la série télévisée Happy Days.

## Filmographie

### Cinéma
- 1984 : Vamping de Frederick King Keller : Harry Baranski
- 1998 : Rusty, chien détective (Rusty : A Dog's Tale) de Shuki Levy : La voix de Cap
- 2000 : Perfect Game de Dan Gutzelman: Le coach Bobby Geiser
- 2007 : Walk Hard: The Dewey Cox Story de Jake Kasdan : Lui-même
- 2009 : Ménage à trois de Sean Carr : Le père de Whitney
- 2010 : Encore toi ! d'Andy Fickman : Ritchie Phillips
- 2017 : Trafficked de Will Wallace : Christian
- 2019 : April, May en June de Will Koopman : Lui-même
- 2021 : La Dame du Manoir (Lady of the Manor) de Justin Long et Christian Long : Grayson Wadsworth

### Télévision

#### Téléfilms
- 1974 : The Stranger Who Looks Like Me (en) de Jerry Jameson : Adopté no 3
- 1974 : Hurricane de Jerry Jameson : Jim
- 1976 : The Last of Mrs. Lincoln de George Schaefer : Lewis Baker
- 1980 : Enola Gay: The Men, the Mission, the Atomic Bomb de David Lowell Rich : Colonel Paul Tibbets
- 1982 : Cry for the Strangers de Peter Medak : Dr Brad Russell
- 1985 : From Here to Maternity de Tom Schiller : Henderson
- 1985 : Alice au pays des merveilles : La chèvre
- 1986 : Les Caprices du destin (Strong Medicine) de Guy Green : Dr Andrew Jordan
- 1988 : Unholy Matrimony de Jerrold Freedman : John Dillman
- 1988 : Too Good to Be True de Christian I. Nyby II : Richard Harland
- 1990 : Murder C.O.D. d'Alan Metzger : Steve Murtaugh
- 1990 : Les Enfants de la mariée (Children of the Bride) de Jonathan Sanger (en) : John
- 1991 : Un papa sur mesure (Daddy) de Michael Miller : Oliver Watson
- 1994 : Texas de Sean Meredith : Stephen Austin
- 1996 : Dallas : Le Retour de J.R. (Dallas: J.R. Returns) de Leonard Katzman : Bobby James Ewing
- 1997 : Sauver ou Périr (Heart of Fire) de Max Tucker : Max Tucker
- 1998 : Dallas: War of the Ewings de Michael Preece : Bobby James Ewing
- 1999 : Une famille en sursis (Don't Look Behind You) de David Winning : Jeff Corrigan
- 2006 : Desolation Canyon : Shérif Tomas 'Swede' Lundstro
- 2006 : Mariage contrarié (Falling in Love with the Girl Next Door) d'Armand Mastroianni : James Connolly
- 2009 : Love Takes Wing : Le Maire Evans
- 2010 : L'Homme aux miracles (Healing Hands) : Oncle Norman
- 2017 : La plus belle étoile de Noël : Bruce Jenner
- 2018 : Un Noël à croquer : Franck
- 2019 : Noël à Midway (The Mistletoe dinner) de Terri Ingram : Mack
- 2019 : Père Noël incognito : Howard
- 2020 : Il était une fois Noël à Castle Creek (Once Upon a Main Street) : Edgar Dubois
- 2021 : Doomsday Mom : Larry Woodcock
- 2021 : P.s. Joyeux Noël (The Christmas Promise) : Grand-père Pops

#### Séries télévisées
- 1976 : Switch
- 1977-1978 : L'Homme de l'Atlantide (Man from Atlantis) : Mark Harris
- 1978-1991 : Dallas : Bobby Ewing
- 1979-1982 : Côte Ouest : Bobby Ewing
- 1980 : Drôles de dames (Charlie's Angels) : William Cord
- 1981 : La croisière s'amuse (The Love Boat) : Ralph Sutton
- 1982 : An Evening at the Improv : Lui-même
- 1983 : Auf los geht's los : Chanteur
- 1985 : Hôtel (Hotel) : Richard Martin
- 1985 : George Burns Comedy Week (en)
- 1986 : Captain Eo Grand Opening : Hôte
- 1987 : Our House : Johnny Witherspoon
- 1988 : 14 Going on 30
- 1990-2001 : ABC TGIF : Frank
- 1991-1998 : Notre belle famille (Step By Step) : Frank Lambert
- 1996 : The Hunchback of Notre Dame Festival of Fun Musical Spectacular : Invité
- 1998 : Diagnostic : Meurtre (Diagnosis Murder) : Wayde Garrett
- 1999 : Dead Man's Gun : Lyman Gage
- 1999 : Destins croisés : Peter Hogan
- 1999-2001 : Les Griffin (Family Guy) : Bobby Ewing, Jack, un vendeur, un enseignant
- 2000 : The Secret Adventures of Jules Verne : Duke Angelo Rimini
- 2000 : Perfect Game : L’entraîneur Bobby Geiser
- 2002 : La Ligue des justiciers (Justice League) : Steve Trevor
- 2003 : Les Anges du bonheur (Touched by an Angel) : Mike
- 2004 : Reba : Dr Joe Baker
- 2006-2011 et 2022-2023 : Amour, Gloire et Beauté (The Bold and the Beautiful) : Stephen Logan
- 2008 : Bingo America : Invité
- 2009 : 36th Daytime Emmy Awards : Présentateur
- 2009 : Tim and Eric Awesome Show, Great Job! : Lui-même
- 2009 : Party Down : Lui-même
- 2012 : Lovin' Lakin : Lui-même
- 2012-2014 : Dallas : Bobby Ewing
- 2014 : Welcome to Sweden : Wayne Evans
- 2015 : The Fosters : Robert  Quinn, Sr.
- 2017 : Hollywood Darlings : Patrick
- 2018 : American Housewife : Marty
- 2018 : The Cool Kids : Gene
- 2019 : Grey's Anatomy : Station 19 : Terry, la personne qui ne veut pas quitter sa maison
- 2020 : NCIS : Enquêtes spéciales : Capitaine de corvette Jack Briggs
- 2020 : All Rise : Ed Parker
- 2021 : On the Verge : Gene

## Distinctions

### Récompenses
- 1981 : Bravo Otto de la meilleure star masculine TV dans une série télévisée dramatique pour Dallas (1978-1991) pour le rôle de Bobby Ewing.
- 1982 : Bravo Otto de la meilleure star masculine TV dans une série télévisée dramatique pour Dallas (1978-1991) pour le rôle de Bobby Ewing.
- 1985 : Soap Opera Digest Awards du meilleur acteur dans une série télévisée dramatique pour Dallas (1978-1991) pour le rôle de Bobby Ewing.

### Nominations
- 1983 : Bravo Otto de la meilleure star masculine TV dans une série télévisée dramatique pour Dallas (1978-1991) pour le rôle de Bobby Ewing.
- 1988 : Soap Opera Digest Awards du meilleur acteur dans un rôle principal dans une série télévisée dramatique pour Dallas (1978-1991) pour le rôle de Bobby Ewing.
- 1986 : Soap Opera Digest Awards du super couple préféré dans une série télévisée dramatique pour Dallas (1978-1991) partagé avec Victoria Principal.
- 1990 : Soap Opera Digest Awards du meilleur acteur dans un rôle principal dans une série télévisée dramatique pour Dallas (1978-1991) pour le rôle de Bobby Ewing.
- 1992 : Soap Opera Digest Awards du meilleur acteur dans un rôle principal dans une série télévisée dramatique pour Dallas (1978-1991) pour le rôle de Bobby Ewing.

## Autres apparitions
- Patrick Duffy apparaît dans la série South Park dans l'épisode « Volcano » comme l'une des jambes de Kukrapok.
- Il apparaît également dans l'épisode « Respirer sous l'eau » de la bande dessinée Tu mourras moins bête... qui parodie son rôle dans L'homme de l'Atlantide.
- En 2025, il se cache dans le costume de la Grenouille, en tant que star internationale, dans l'émission Mask Singer sur TF1.

## Distinctions
Bambi
- 1987 : Décerné

Soap Opera Digest Awards
- 1985 : Décerné, "Outstanding Lead Actor in a Prime Time Serial" – Dallas
- 1988 : Nommé, "Outstanding Lead Actor in a Prime Time Serial" – Dallas
- 1988 : Nommé, "Favorite Super Couple in a Prime Time Serial – Dallas (shared w/Victoria Principal)
- 1990 : Nommé, "Outstanding Lead Actor in a Prime Time Serial" – Dallas
- 1992 : Nommé, "Outstanding Lead Actor in a Prime Time Serial" – Dallas

TV Land Awards
- 2006 : Décerné, "Pop Culture Award" – Dallas

## Voix françaises

### En France
- Philippe Ogouz (*1939 - 2019) dans :
  - Dallas (série télévisée)
  - Enola Gay (téléfilm)
  - Côte Ouest (série télévisée)
  - Meurtre contre remboursement (téléfilm)
  - Un papa sur mesure (téléfilm)
  - Texas (téléfilm)
  - Notre belle famille (série télévisée)
  - Les Griffin (série animée)
  - Diagnostic: meurtre (série télévisée)
  - Dallas : Le Retour de J.R. (téléfilm)
  - Sauver ou Périr (téléfilm)
  - Dallas : La Guerre des Ewing (téléfilm)
  - Une Famille en sursis (téléfilm)
  - Destins croisés (série télévisée)
  - Les Anges du bonheur (série télévisée)
  - Le Canyon des bandits (téléfilm)
  - Amour, Gloire et Beauté (série télévisée, 1re voix)
  - Le Cœur à l'épreuve (téléfilm)
  - L'Homme aux miracles (téléfilm)
  - Mariage contrarié (téléfilm)
  - Dallas 2.0 (série télévisée)
  - Un Noël à croquer (téléfilm)

et aussi
- Edgar Givry dans :
  - American Housewife (série télévisée)
  - Il était une fois Noël à Castle Creek (téléfilm)
  - All Rise (série télévisée)
  - P.s. Joyeux Noël (téléfilm)

- Philippe Vincent dans :
  - NCIS: Enquêtes spéciales (série télévisée)
  - On the Verge (série télévisée)

- Damien Boisseau dans La Ligue des Justiciers (série télévisée d'animation, voix)
- Pierre Arditi dans L'Homme de l'Atlantide (série télévisée)
- José Luccioni (*1949 - 2022) dans Mortelle rencontre (téléfilm)
- Mathieu Rivolier dans Reba (série télévisée)
- Jean-Louis Faure (*1953 - 2022) dans Père Noël incognito (téléfilm)
- Laurent Van Wetter (Belgique) dans La plus belle étoile de Noël (téléfilm)
- Olivier Cuvellier (Belgique) dans Un Noël à Midway (téléfilm)
- Jean-François Aupied dans Amour, Gloire et Beauté (série télévisée, 2e voix)

### Au Québec
- Daniel Lesourd dans  Encore toi !